# Liste des mémoriaux et cimetières militaires de la Meuse
La liste des mémoriaux et cimetières militaires du département de la Meuse répertorie les cimetières militaires, les mémoriaux ainsi que les stèles, plaques commémoratives et autres monuments qui honorent la mémoire des morts aux combats, des victimes de bombardements ou d’exactions de l'ennemi ainsi que celle de personnels de santé, de chefs militaires ou politiques pendant :
- la guerre franco-allemande de 1870 ;
- la Première Guerre mondiale ;
- la Seconde Guerre mondiale ;
- les guerres coloniales (guerre d'Indochine, guerre d'Algérie, combats du Maroc et de Tunisie).

Les lieux sont classés par conflit, par nationalité (pour la Première Guerre mondiale) et par commune.

## Guerre de 1870-1871
| Commune            | cimetières et monuments commémoratifs | illustration |
| ------------------ | --- | ------------ |
| Bar-le-Duc         | Cimetière communal : monument « Aux enfants de la Meuse morts pour la patrie ».                                                                              |              |
| Bar-le-Duc         | Cimetière municipal : monument et carré allemand et 18 tombes de soldats français.                                                                           |              |
| Beausite           | Amblaincourt : croix de 1870 devant l'annexe de la mairie.                                                                                                   |              |
| Beausite           | Beauzée-sur-Aire : carré militaire de tombes de combattants de 1870.                                                                                         |              |
| Damvillers         | Ossuaire franco-allemand |              |
| Haudainville       | Tombe collective allemande |              |
| Luzy-Saint-Martin  | Cimetière militaire (1870-1871) |              |
| Saint-Mihiel       | Monument aux morts de 1870, se trouvant au bord du pont sur la Meuse, abimé lors de la Première Guerre mondiale et réutilisé pour les troupes de la 40e D.I. |              |
| Villers-devant-Dun | Cimetière communal, tombes de 2 Français et 20 Allemands (1870-1871).                                                                                        |              |

## Première Guerre mondiale

### Cimetières et monuments allemands
| Commune                      | cimetières et monuments commémoratifs               | illustration |
| ---------------------------- | --------------------------------------------------- | ------------ |
| Abaucourt-Hautecourt         | Cimetière militaire allemand d'Hautecourt           |              |
| Amel-sur-l'Étang             | Cimetière militaire allemand                        |              |
| Azannes-et-Soumazannes       | Cimetière militaire allemand                        |              |
| Azannes-et-Soumazannes       | Cimetière militaire allemand du Bochet              |              |
| Bouligny                     | Cimetière militaire allemand                        |              |
| Brieulles-sur-Meuse          | Cimetière militaire allemand de Brieulles-sur-Meuse |              |
| Cheppy                       | Cimetière militaire allemand de Cheppy              |              |
| Consenvoye                   | Cimetière militaire allemand de Consenvoye          |              |
| Damvillers                   | Cimetière militaire allemand                        |              |
| Dannevoux                    | Cimetière militaire allemand                        |              |
| Douaumont                    | Fort de Douaumont : tombes allemandes               |              |
| Dun-sur-Meuse                | Cimetière militaire allemand                        |              |
| Épinonville                  | Cimetière militaire allemand                        |              |
| Harville                     | Cimetière militaire allemand                        |              |
| Liny-devant-Dun              | Cimetière militaire allemand                        |              |
| Lissey                       | Cimetière militaire allemand                        |              |
| Luzy-Saint-Martin            | Monument allemand                                   |              |
| Maizeray                     | Cimetière militaire allemand                        |              |
| Mangiennes                   | Cimetière militaire allemand                        |              |
| Merles-sur-Loison            | Cimetière militaire allemand                        |              |
| Montmédy                     | Cimetière militaire allemand                        |              |
| Nantillois                   | Cimetière militaire allemand                        |              |
| Peuvillers                   | Cimetière militaire allemand                        |              |
| Rembercourt-Sommaisne        | Cimetière militaire allemand                        |              |
| Romagne-sous-les-Côtes       | Cimetière militaire allemand                        |              |
| Romagne-sous-Montfaucon      | Cimetière militaire allemand                        |              |
| Saint-Maurice-sous-les-Côtes | Cimetière militaire allemand                        |              |
| Saint-Mihiel                 | Cimetière militaire allemand de Gobessart           |              |
| Saint-Mihiel                 | Monument allemand, « le lion bavarois »             |              |
| Troyon                       | Cimetière militaire allemand                        |              |
| Vaux-lès-Palameix            | Monument au 4e régiment d'infanterie bavarois       |              |
| Viéville-sous-les-Côtes      | Cimetière militaire allemand                        |              |
| Ville-devant-Chaumont        | Cimetière militaire allemand                        |              |

### Cimetière et monuments américains
| Commune                 | cimetières et monuments commémoratifs                         | illustration |
| ----------------------- | ------------------------------------------------------------- | ------------ |
| Montsec                 | Butte de Montsec Classé MH (1975)                             |              |
| Montfaucon-d'Argonne    | Monument américain de Montfaucon Classé MH (1937, zone rouge) |              |
| Romagne-sous-Montfaucon | Cimetière américain de Romagne-sous-Montfaucon                |              |

### Cimetières miliaires et monuments français[5]
| Commune                 | cimetières et monuments commémoratifs                                                                                          | illustration |
| ----------------------- | --- | ------------ |
| Ambly-sur-Meuse         | Nécropole nationale |              |
| Apremont-la-Forêt       | Nécropole nationale de Marbotte                                                                                                |              |
| Avocourt                | Nécropole nationale d'Avocourt                                                                                                 |              |
| Bar-le-Duc              | Nécropole nationale de Bar-le-Duc                                                                                              |              |
| Bar-le-Duc              | Borne n° 1, point de départ de la Voie sacrée                                                                                  |              |
| Beaumont-en-Verdunois   | Bois des Caures : monument aux chasseurs des 56e et 59e bataillons de chasseurs à pied                                         |              |
| Belleray                | Nécropole nationale |              |
| Bonzée                  | Mont-Villers : nécropole nationale de Mont-sous-les-Côtes,                                                                     |              |
| Brandeville             | Nécropole nationale |              |
| Bras-sur-Meuse          | Nécropole nationale de Bras-sur-Meuse                                                                                          |              |
| Brieulles-sur-Meuse     | Nécropole nationale |              |
| Buzy-Darmont            | Nécropole nationale de Buzy |              |
| Chattancourt            | Nécropole nationale |              |
| Combres-sous-les-Côtes  | Monument du Point X, « Les Eparges 1914-1918 »                                                                                 |              |
| Combres-sous-les-Côtes  | Monument à la mémoire des morts de la 12e DI, au point C                                                                       |              |
| Commercy                | Nécropole nationale |              |
| Cumières-le-Mort-Homme  | Chapelle Saint-Remi et enclos du souvenir                                                                                      |              |
| Cumières-le-Mort-Homme  | monument à la 69e division d'infanterie, « Ils n'ont pas passé »                                                               |              |
| Cumières-le-Mort-Homme  | Monument aux morts de la 40e division d'infanterie                                                                             |              |
| Dieue-sur-Meuse         | Nécropole nationale de Dieue                                                                                                   |              |
| Dombasle-en-Argonne     | Nécropole nationale du Bois de Béthelainville                                                                                  |              |
| Douaumont-Vaux          | Tranchée des Baïonnettes Classé MH (1922)                                                                                      |              |
| Dugny-sur-Meuse         | Nécropole nationale |              |
| Les Éparges             | Nécropole nationale du Trottoir                                                                                                |              |
| Les Éparges             | Monument au 106e régiment d'infanterie                                                                                         |              |
| Les Éparges             | Monument à la 12e division d'infanterie                                                                                        |              |
| Les Éparges             | Monument au 302e régiment d'infanterie : une simple stèle entourée de pavés                                                    |              |
| Les Éparges             | Statue-buste de Maurice Genevoix                                                                                               |              |
| Esnes-en-Argonne        | Nécropole nationale d'Esnes-en-Argonne                                                                                         |              |
| Esnes-en-Argonne        | Monument de la cote 304 |              |
| Esnes-en-Argonne        | Stèle au 173e Régiment d'Infanterie                                                                                            |              |
| Fleury-devant-Douaumont | Ossuaire de Douaumont Classé MH (1996)                                                                                         |              |
| Fleury-devant-Douaumont | Nécropole nationale de Douaumont                                                                                               |              |
| Haudainville            | Nécropole nationale |              |
| Les Islettes            | Nécropole nationale |              |
| Lachalade               | Nécropole nationale de La Forestière                                                                                           |              |
| Lachalade               | Ossuaire de la Haute-Chevauchée                                                                                                |              |
| Lachalade               | Plaque en hommage au général Gouraud                                                                                           |              |
| Lacroix-sur-Meuse       | Nécropole nationale |              |
| Landrecourt-Lempire     | Nécropole nationale |              |
| Nixéville-Blercourt     | Monument de la Voie sacrée |              |
| Récicourt               | Nécropole nationale de Brocourt-en-Argonne                                                                                     |              |
| Rembercourt-Sommaisne   | Nécropole nationale |              |
| Revigny-sur-Ornain      | Nécropole nationale |              |
| Rupt-en-Woëvre          | Nécropole nationale |              |
| Saint-Mihiel            | Nécropole nationale de Vaux-Racine                                                                                             |              |
| Saint-Remy-la-Calonne   | Nécropole nationale |              |
| Saint-Remy-la-Calonne   | Monument à la mémoire des 21 soldats du 288e régiment d'infanterie tués le 22 septembre 1914                                   |              |
| Saint-Remy-la-Calonne   | Croix érigée à la mémoire d'Alain-Fournier                                                                                     |              |
| Senoncourt-les-Maujouy  | Nécropole nationale |              |
| Les Souhesmes-Rampont   | Nécropole nationale de Fontaine-Routhon                                                                                        |              |
| Sommedieue              | Nécropole nationale |              |
| Stenay                  | Cimetière communal : carré militaire, tombes individuelles de soldats français et ossuaire pour 183 soldats morts en captivité |              |
| Trésauvaux              | Nécropole nationale |              |
| Troyon                  | Nécropole nationale |              |
| Vadelaincourt           | Nécropole nationale |              |
| Vassincourt             | Monument à la gloire du XV° Corps - bataille de la Marne - Bataille de Vassincourt - 6 au 11 septembre 1914                    |              |
| Vauquois                | Nécropole nationale |              |
| Vauquois                | Butte de Vauquois Classé MH (1937, zone rouge) : monument « Aux combattants et aux morts du Vauquois »                         |              |
| Verdun                  | Nécropole nationale de Bevaux                                                                                                  |              |
| Verdun                  | Nécropole nationale du Faubourg-Pavé                                                                                           |              |
| Verdun                  | Nécropole nationale de Glorieux                                                                                                |              |
| Verdun                  | Monument « à la Victoire et aux soldats de Verdun » Inscrit MH (1989)                                                          |              |
| Verdun                  | Monument de la Hollande amie                                                                                                   |              |
| Verdun                  | Monument de la Voie Sacrée et de la Voie de la Liberté                                                                         |              |
| Ville-sur-Cousances     | Nécropole nationale |              |

### Monument italien
| Commune   | cimetières et monuments commémoratifs | illustration |
| --------- | ------------------------------------- | ------------ |
| Lachalade | Monument aux Garibaldiens             |              |

## Seconde Guerre mondiale
| Commune          | cimetières et monuments commémoratifs                                                                                          | illustration |
| ---------------- | --- | ------------ |
| Bar-le-Duc       | Lieu-dit « La Fédération » : monument aux cinq jeunes résistants fusillés, le 28 août 1944                                     |              |
| Bar-le-Duc       | Borne commémorative : « En reconnaissance à la 3e Armée américaine qui libéra Bar-Le-Duc le 31 août 1944 »                     |              |
| Bar-le-Duc       | Stèle « Hommage aux victimes des persécutions racistes et antisémites »                                                        |              |
| Esnes-en-Argonne | Stèle au 23e Régiment d'infanterie coloniale, au 3e Régiment d'artillerie coloniale, et au colonel Crosson                     |              |
| Esnes-en-Argonne | Stèle à la 76 I.D. (armée allemande)                                                                                           |              |
| Haudainville     | Stèle au pilote américain John M. Church                                                                                       |              |
| Lachalade        | Forêt de Lachalade (près du cimetière militaire de La Forestière), stèle à la mémoire d'un équipage de la R.A.F. tombé en 1943 |              |
| Lachalade        | Cimetière communal : tombes militaires                                                                                         |              |
| Verdun           | Monument de la Voie Sacrée et de la Voie de la Liberté                                                                         |              |

## Guerres coloniales

### Indochine
| Commune | cimetières et monuments commémoratifs        | illustration |
| ------- | -------------------------------------------- | ------------ |
| Verdun  | Monument aux anciens d'Indochine de la Meuse |              |

### Afrique du Nord (Algérie-Tunisie-Maroc)
| Commune      | cimetières et monuments commémoratifs                                         | illustration |
| ------------ | ----------------------------------------------------------------------------- | ------------ |
| Saint-Mihiel | Mémorial départemental aux morts pour la France en Afrique du Nord 1952-1962. |              |